# Stary Trakt Kamiennogórski
Stary Trakt Kamiennogórski – historyczna nazwa drogi jezdnej w Sudetach Zachodnich, w woj. dolnośląskim, łącząca Kotlinę Jeleniogórską z Kamienną Górą przez Rudawy Janowickie.

## Przebieg Starego Traktu Kamiennogórskiego
Stary Trakt zaczynał się w Kowarach na wysokości około 450 m n.p.m. W odcinku początkowym, z Kowar do Doliny Bystrej, mijał po drodze leśniczówkę Bukowa i łagodnie wzdłuż doliny podchodził w górę. Następnie prowadził południowo-zachodnim zboczem Skalnika, w kierunku Przełęczy pod Bobrzakiem. Na przełęczy droga osiągała najwyższy na trasie punkt 808 m n.p.m. Na odcinku tym, wynoszącym około 4200 m, droga pokonywała różnicę wysokości 358 m, następnie, przechodząc przez przełęcz opadała doliną potoku w kierunku miejscowości Czarnów i dalej doliną Czarnowskiego Potoku przez Pisarzowice, prowadziła w kierunku wschodnim, mijając od północy Góry Lisie. Następnie, przechodząc przez dolinę Bystrka, wchodziła do Kamiennej Góry na wysokości 450 m n.p.m.

## Trakt obecnie
Obecnie odcinkami dawnego Starego Traktu Kamiennogórskiego wiodą znakowane szlaki turystyczne, a część traktu służy jako leśna droga dojazdowa do Czarnowa.

## Historia drogi
W 1742 r. ziemie Kotliny Jeleniogórskiej oraz Kamiennogórskiej objęło we władanie państwo pruskie. Przejęte terytoria zarządzane były centralnie i państwo pruskie potrzebowało szybkich połączeń drogowych. Trakt został zbudowany w 1778 r., jako bity gościniec pocztowy. Przez trakt wiodła linia dyliżansów i omnibusów z Wrocławia do Jeleniej Góry i Cieplic Śląskich-Zdroju. Od momentu oddania Traktu codziennie przemierzały go dyliżanse z pocztą i pasażerami. Koniec komunikacyjnego znaczenia Traktu nastąpił w połowie XIX w., po zbudowaniu w latach 1855–1877 Drogi Głodu z Kowar na niższą Przełęcz Kowarską (727 m) i dalej w dolinę  Świdnika. Od tego momentu Trakt stał się leśną drogą dojazdową do Czarnowa.

## Inne
- Starym Traktem Kamiennogórskim w 1816 r. podróżowała księżna Izabela Czartoryska, która w swoim  dzienniku odnotowała stromy podjazd na Przełęcz pod Bobrzakiem.
- Położenie Skalnika w pobliżu Starego Traktu Kamiennogórskiego spopularyzowało go turystycznie.